# Canthidium sladeni
Canthidium sladeni är en skalbaggsart som beskrevs av Gilbert John Arrow 1903. Canthidium sladeni ingår i släktet Canthidium och familjen bladhorningar. Inga underarter finns listade.